# Nádduda
A nádduda nádszálból készült egyszerű fúvós népi hangszer, melynek hangkeltő eszköze a klarinét fúvókájához hasonló elven működő egynyelvű nádsíp. Lehet egyszerű hangadó játékszer is, de hangképző nyílásokkal ellátva dallamjátszásra is alkalmas. Pásztorok hangszere.
Egyéb elnevezései: nádsíp, nádpikula.

## Felépítése
A nádduda hangkeltő eszköze, fúvókája egy idioglott nádsíp, vagyis olyan nyelvsíp, melynek rácsapó nyelve magából a fúvókaként szolgáló nádszálból van kimetszve. A hangszer teste is lehet maga ez a nád, de készülhet külön nádcső hozzáillesztésével: ilyenkor a 6–8 cm hosszú sípszerkezetet légmentesen csatlakoztatják a 20–30 cm hosszú hangszertesthez, az illesztést viasszal is körbetapasztják.
A hangszer testén általában 6 vagy 7 hangképzőnyílás van, ezek közül egy legfelül, a cső hátoldalán található a hüvelykujj számára.

## Használata
A hangszer síprészét megszólaltatásakor olyan mélyen kell a szájba venni, hogy a nádnyelv a szájüregben szabadon rezeghessen. Ha a sípként szolgáló nádszál végét nem zárja le csomó, akkor a játékos a nyelve hegyével dugaszolja be, hogy az összes levegő a nádnyelvet rezgesse. A hasonló elven működő klarinét megszólaltatásával ellentétben az ajkak nem vesznek részt a hangképzésben, a játékos a nyelvét nem használja a hang indítására, a dallam frazírozására: a szájüreg mintegy a duda tömlőjének szerepét tölti be. A náddudán előadott dallamok ennek megfelelően nagyban hasonlítanak a dudán előadottakhoz.
Átfúvásra a dudához hasonlóan itt sincs lehetőség, csak egy oktávnyi hangterjedelem érhető el. Hangkészlete dúr vagy mixolíd. A repertoár szöveges népdalokból, leginkább dudanótákból áll. Ha a hangterjedelem meghaladja az egy oktávot, a játékos a hiányzó hangot egy oktávval magasabb vagy mélyebb hanggal helyettesíti. Ha módosított hang szerepel a dallamban, helyette a legközelebbi diatonikus hangot játssza.
A náddudát a furulya vagy duda mellett – mint emezeknek játéktechnikában illetve hangzásban is közeli rokonát –  elsősorban pásztorok használták, jelentősége és rangja azonban sokkal kisebb volt azokénál.
A magyar nádduda legkorábbi rövid leírását 1854-ből ismerjük (Magyar- és Erdélyország Képekben). Rá vonatkozó hangfelvétel Dévaványáról és Sándorfalváról van, nyomai az 1960-as években még országszerte megtalálhatók voltak. Szomszéd és távolabbi népek is ismerik.